# Албрехт Сигисмунд Баварски
Албрехт Сигисмунд (Сигмунд) Баварски (на немски: Albrecht Sigismund von Bayern, Albert Sigismund, Albert Sigmund; * 5 август 1623, Мюнхен; † 4 ноември 1685, Фрайзинг) от династията Вителсбахи, е от 1652 г. до смъртта си княжески епископ на Фрайзинг и от 1668 г. също княжески епископ на Регенсбург.

## Живот
Той е най-малкият син на Албрехт VI (1584 – 1666), херцог на Бавария-Лойхтенберг, и съпругата му Мехтхилд фон Лойхтенберг (1588 – 1634), дъщеря на ландграф Георг IV Лудвиг.
Чичо му, баварският курфюрст Максимилиан I, му помага да стане през 1640 г. коадютор във Фрайзинг. През 1651 г. той става епископ след смъртта на епископ Файт Адам фон Гепекх, без да е помазван за свещеник. След смъртта на епископ Гуидобалд фон Тун и Хоенщайн през 1668 г. той го последва като епископ на Регенсбург.
Гробът на Албрехт Сигмунд се намира в катедралата на Фрайзинг пред стълбата към олтара. Във Фрайзинг и Регенсбург той е последван от Йозеф Клеменс Баварски.